# Dominique Verdière
Pas d'image ? Cliquez ici

a Compétitions nationales et continentales officielles uniquement.

b Matchs officiels uniquement.
Dominique Verdière, né le 19 février 1959 à Lille, est un joueur de rugby à XIII dans les années 1970, 1980 et 1990 évoluant au poste de pilier.
Il effectue sa carrière sportive au sein de plusieurs clubs. Formé à Chantopoul, il rejoint en 1979 Pia durant deux années puis le club de Saint-Estève avec laquelle il dispute une finale de Championnat de France en 1982 avec Jacques Jorda, Marcel Pillon et Roger Palisses. Il rejoint ensuite le club de Perpignan, le XIII Catalan, qui domine le Championnat de France et s'adjuge deux titres en 1985 et 1987 ainsi qu'une Coupe de France en 1985 côtoyant Serge Pallarès, Francis Laforgue, Guy Laforgue, Didier Prunac et Ivan Grésèque. En 1991, il revient à Saint-Estève avec une nouvelle finale perdue d'un point en 1992 avec Jean-Marc Garcia et Mathieu Khedimi, puis sa carrière comme entraîneur-joueur à Chantopoul.
Ses performances en club l'amènent à être sélectionné à deux reprises en équipe de France, une première sélection le 7 décembre 1980 contre la Nouvelle-Zélande puis le 6 décembre 1981 contre la Grande-Bretagne.

## Palmarès
- Collectif :
  - Vainqueur du Championnat de France : 1985, 1987 (XIII Catalan).
  - Vainqueur de la Coupe de France : 1985 (XIII Catalan).
  - Finaliste du Championnat de France : 1982 et 1992 (Saint-Estève).
  - Finaliste de la Coupe de France : 1987 (XIII Catalan).

### Détails en sélection
| 1. | 7 décembre 1980 | Nouvelle-Zélande | 3-11 | Test-match | Pilier | - | - | - | - |
| 1. | 6 décembre 1981 | Grande-Bretagne  | 0-37 | Test-match | Pilier | - | - | - | - |